# Eggevåg Station
Eggevåg Station (Eggevåg stoppested) var en jernbanestation på Sørlandsbanen, der lå i Drangedal kommune i Norge.
Stationen blev oprettet som holdeplads 2. december 1927, da banen blev forlænget fra Lunde til Neslandsvatn. Den blev nedgraderet til trinbræt 1. september 1960. Betjeningen med persontog blev indstillet fra 10. januar til 23. august 1999 og igen fra 24. juni 2000. Senere blev stationen helt nedlagt.
Stationsbygningen er af Veggli-typen og opført efter tegninger af Gudmund Hoel og Bjarne Friis Baastad ved NSB Arkitektkontor. Den er nu solgt fra til private.